# Piper PA-46

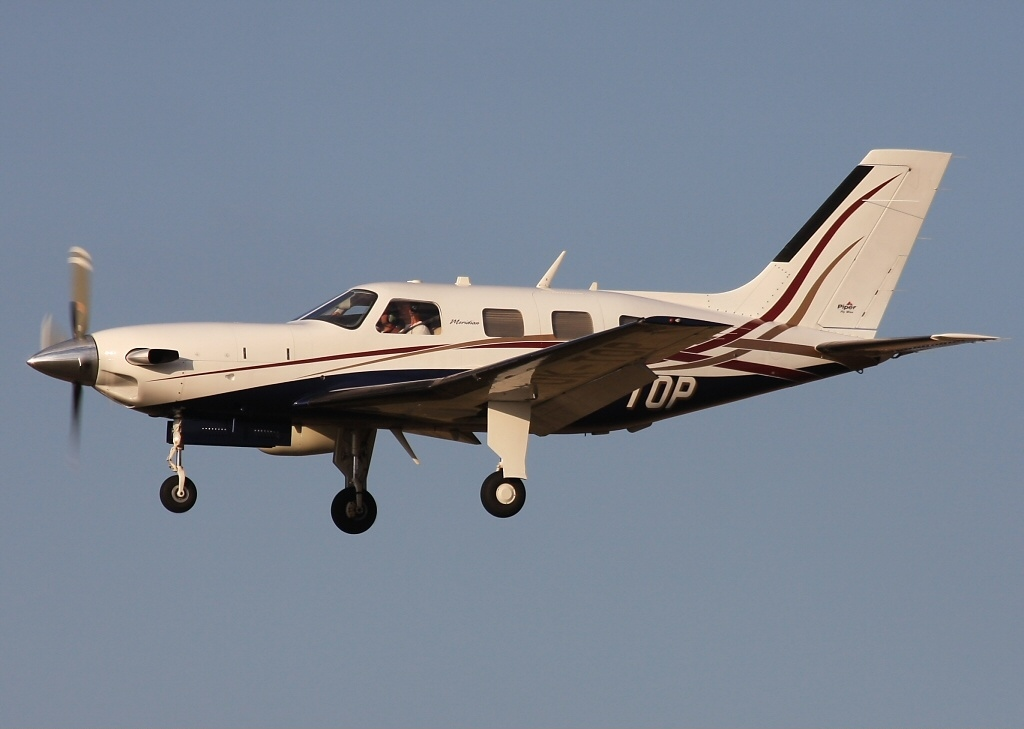
Piper PA-46-500TP Malibu Meridian in 2009

De Piper PA-46 Malibu en Matrix zijn een familie van Amerikaanse eenmotorige laagdekker passagiersvliegtuigen met 6 zitplaatsen, waarvan 1 voor de piloot. De PA-46 maakte zijn eerste vlucht op 30 november 1979. De Piper Aircraft PA-46-familie is nog steeds in productie onder de naam M-serie.
De eerste generatie Malibu-toestellen waren uitgerust met zescilinder zuigermotoren. Vanaf de Malibu Meridian werden ze uitgerust met een turbopropaandrijving. Alle Malibu-toestellen zijn uitgerust met een drukcabine en een intrekbaar landingsgestel. De PA-46 Matrix wordt geleverd zonder drukcabine en uitsluitend met zescilinder zuigermotoren. Van de PA-46-serie zijn totaal 1253 exemplaren geleverd (2018).

## PA-46-310P Malibu

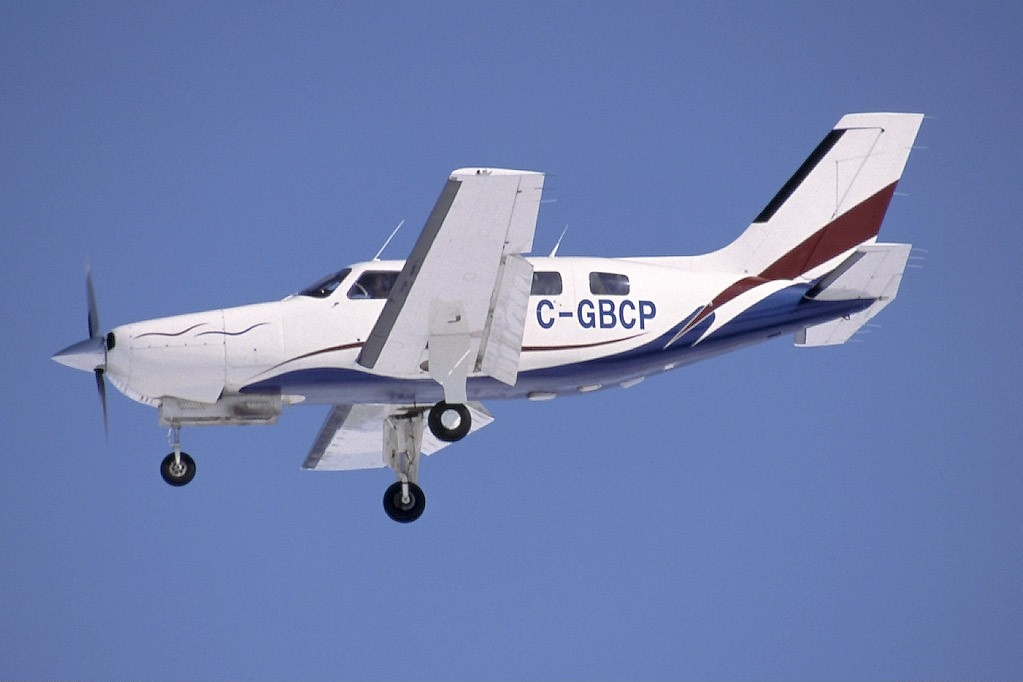
Piper PA-46-310P Malibu

De Piper Malibu was leverbaar vanaf 1983 tot 1988 en werd opgevolgd door de Malibu Mirage. 

### Specificaties PA-46-310P Malibu
- Bemanning: 1
- Passagiers: 5
- Lengte: 8,66 m
- Spanwijdte: 13,11 m
- Max. gewicht: 1950 kg
- Drukcabine: ja
- Motor: Continental TSIO-520BE zescilinder boxer zuigermotor, 230 kW (310 pk)
- Kruissnelheid: 395 km/u
- Vliegbereik: 2491 km

## PA-46-350P Malibu Mirage / M350

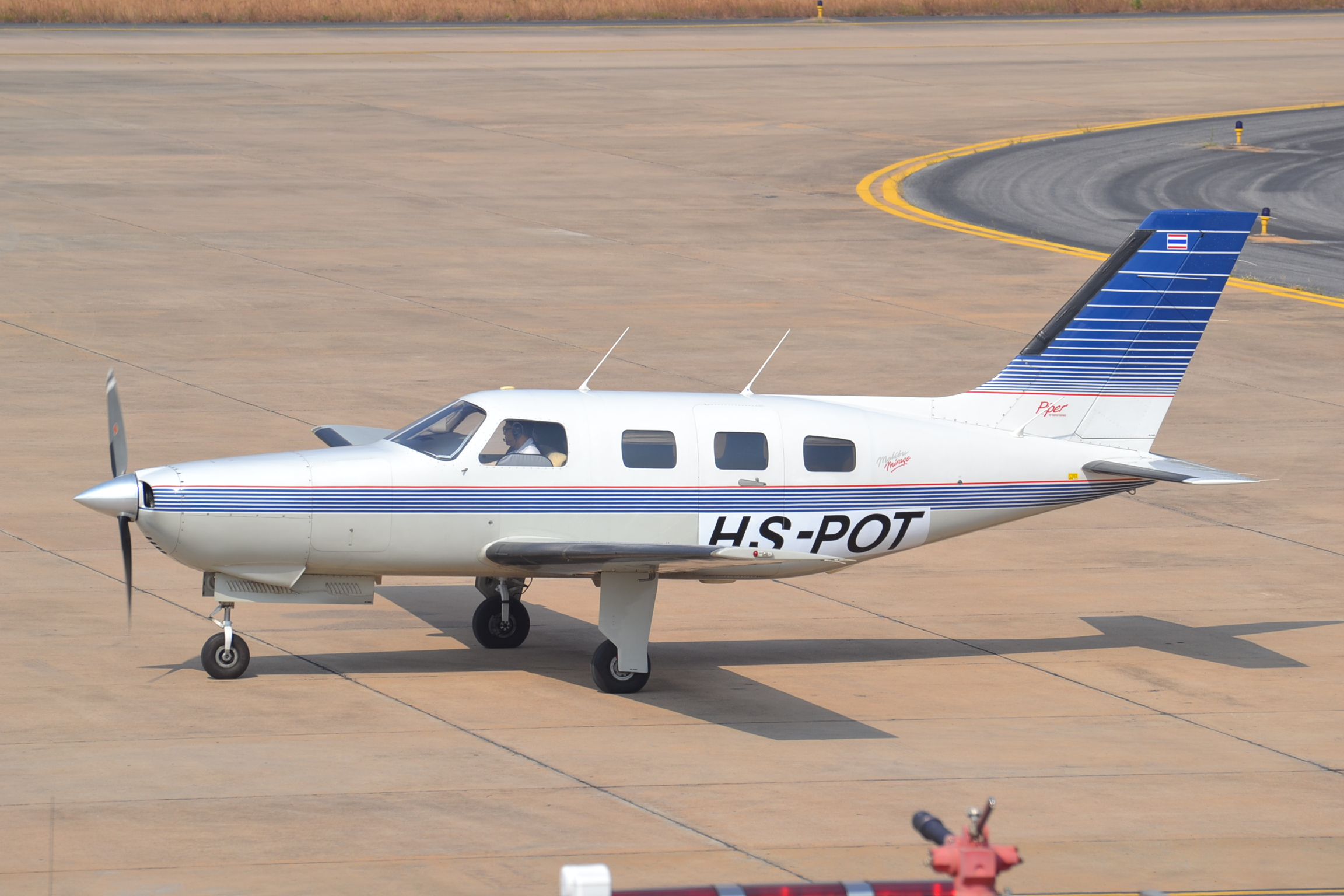
PA-46-350P Malibu Mirage

De Malibu Mirage, vanaf 1988 de opvolger van de 310P Malibu, werd geleverd met een Lycoming zescilindermotor en had een nieuw vleugelontwerp. De naam van de Mirage werd later vervangen door M350.

### Specificaties PA-46-350P Malibu Mirage
- Bemanning: 1
- Passagiers: 5
- Lengte: 8,66 m
- Spanwijdte: 13,11 m
- Max. gewicht: 1969 kg
- Drukcabine: ja
- Motor: Lycoming TIO-540-AE2A zescilinder boxer zuigermotor, 260 kW (350 pk)
- Kruissnelheid: 395 km/u
- Vliegbereik: 2487 km

## PA-46-500TP Malibu Meridian / M500

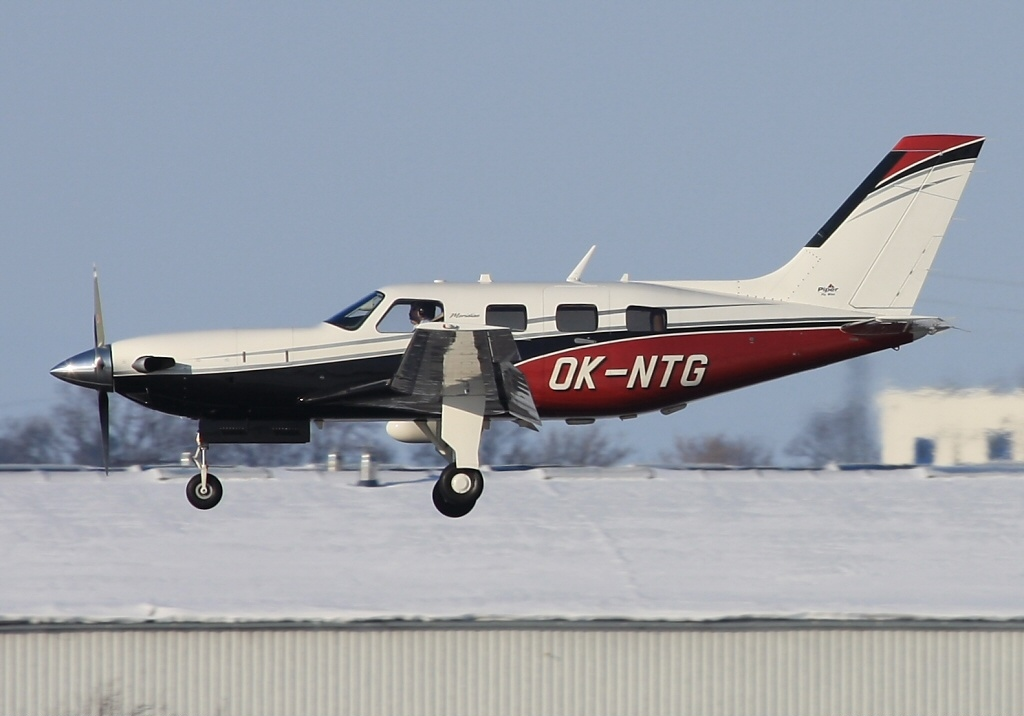
Piper PA-46-500TP Malibu Meridian

De Malibu Meridian is de Malibu-versie met een turbopropeller-aandrijving van 500 pk. De levering begon in november 2000. De naam van de Meridian werd later vervangen door M500. De M500 werd in 2015 geüpgraded naar de M600 met een 600 pk turboprop.

### Specificaties PA-46-500TP Malibu Meridian
- Bemanning: 1
- Passagiers: 5
- Lengte: 9,02 m
- Spanwijdte: 13,15 m
- Max. gewicht: 2310 kg
- Drukcabine: ja
- Motor: Pratt & Whitney PT6A-42A turbopropellor, 370 kW (500 pk)
- Kruissnelheid: 482 km/u
- Vliegbereik: 1852 km

## PA-46R-350T Matrix

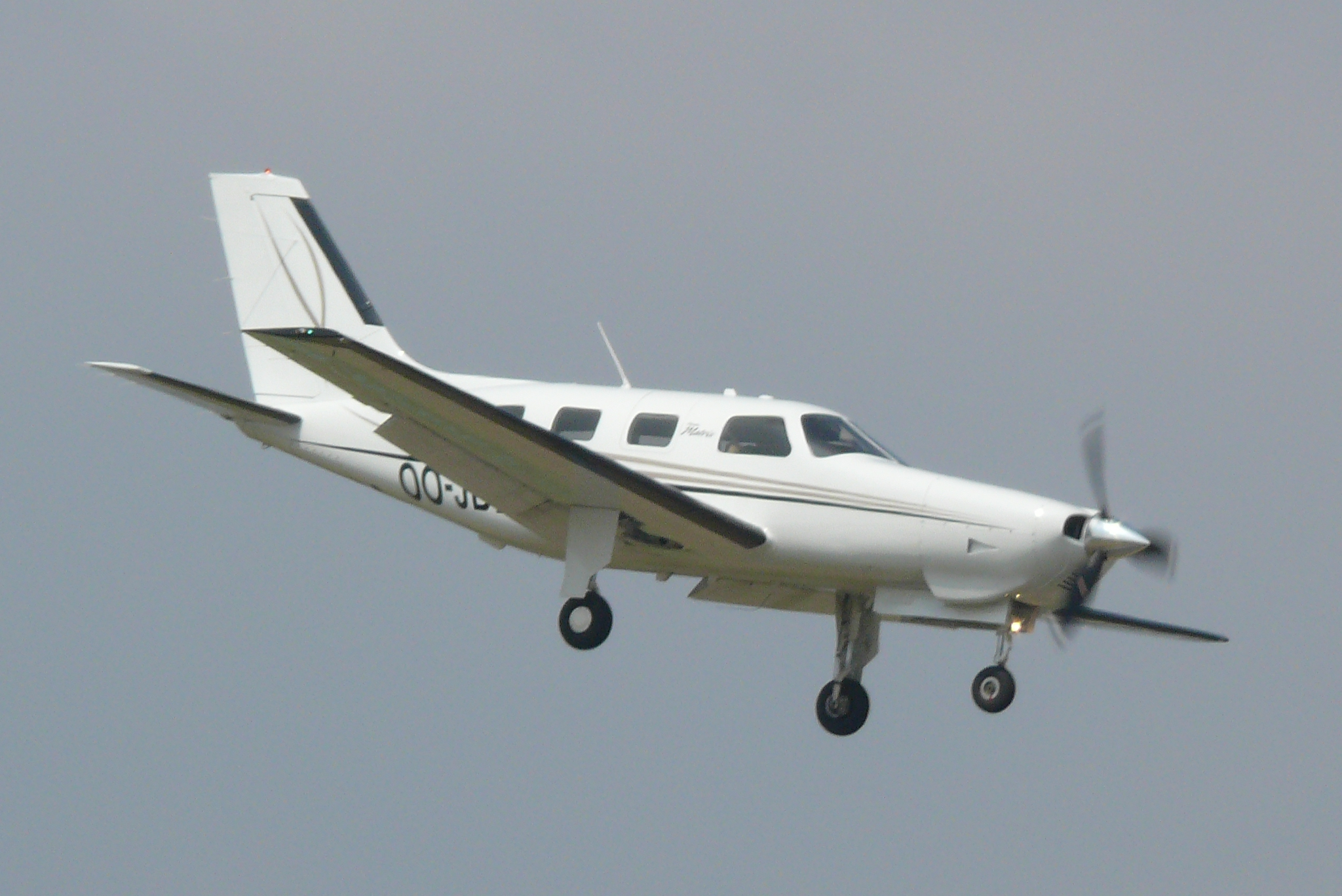
Piper PA.46R-350T Matrix

De Matrix is identiek aan een Malibu Mirage, dus met een zescilinder zuigermotor, maar zonder drukcabine. De eerste Matrix werd geleverd vanaf het jaar 2008. 

### Specificaties PA-46-350T Matrix
- Bemanning: 1
- Passagiers: 5
- Lengte: 8,66 m
- Spanwijdte: 13,11 m
- Max. gewicht: 1969 kg
- Drukcabine: nee
- Motor: Lycoming TIO-540-AE2A zescilinder boxer zuigermotor, 260 kW (350 pk)
- Kruissnelheid: 395 km/u
- Vliegbereik: 2487 km

## JetPROP
De JetProp is een turboprop-conversie van de PA-46 Malibu en de Malibu Mirage, door de firma Rocket Engineering. Sinds 1998 zijn er 233 toestellen omgebouwd van zuigermotor naar turboprop.

## ZeroAvia HyFlyer
De firma ZeroAvia heeft een Malibu Mirage omgebouwd naar een elektrisch vliegtuig met waterstofbrandstofcellen. Een paar elektromotoren van 130 kW vervangt de originele zuigermotor. Het prototype van de HyFlyer vloog voor het eerst op 24 september 2020.

## Prominent ongeval
Op 21 januari 2019 stortte een PA-46-310P Malibu neer in zee op weg van Nantes (Frankrijk) naar Cardiff (Wales), nabij het eiland Alderney. De Argentijnse voetballer Emiliano Sala en de piloot kwamen hierbij om het leven. 